# ゲッピンゲン郡
ゲッピンゲン郡（ゲッピンゲンぐん、ドイツ語: Landkreis Göppingen）は、ドイツ連邦共和国バーデン＝ヴュルテンベルク州シュトゥットガルト行政管区に属す郡である。人口
263,706人（2023年12月31日現在）
のこの郡は、レギオン・シュトゥットガルト（シュトゥットガルト地域）に含まれる。郡の行政機関は大規模郡都市ゲッピンゲンに存在する。郡域は、南北はアーデルベルクからホーエンシュタットまで、東西はエーバーバッハ・アン・デア・フィルスからベーメンキルヒまで広がっている。

## 地理

### 位置
ゲッピンゲン郡はシュヴェービッシェ・アルプの辺縁部に位置している。郡域内をフィルス川が流れている。フィルス川はネッカー川右岸側の支流で、プロヒンゲン付近でネッカー川に合流する。この川はヴィーゼンシュタイク（フィルス川水源）からガイスリンゲン・アン・デア・シュタイゲを経由して郡内に流れ込み、郡域を東から西にエーバーバッハ・アン・デア・フィルスまで流れて、ここで郡域を離れ、その後プロヒンゲン（エスリンゲン郡）付近でネッカー川に注いでいる。郡域の高度は、エーバーバッハ・アン・デア・フィルスの海抜 266 m からアルプ高地ホーエンシュタットの海抜 838 m に分布している。ゲッピンゲン郡の地理上の中心は、シュラートの森の中、アン・デア・アイヘの駐車場に近い場所にある。

### 郡を構成するオルト
地理上の観点から、ゲッピンゲン郡には約250のオルト（都市、村落、小集落、農場、住宅地などの集落）が含まれている。

### 隣接する郡
本郡は北から時計回りに、レムス＝ムル郡、オストアルプ郡、ハイデンハイム郡、アルプ＝ドナウ郡、ロイトリンゲン郡（わずかに 500 m ほどの郡境）、エスリンゲン郡と境を接している。

### 土地利用
| 用途                 | 面積 (ha) | 占有率 (%) |
| -------------------- | --------- | ---------- |
| 住宅地               | 3,540     | 5.5        |
| 商工業地             | 1,497     | 2.3        |
| レクリエーション用地 | 689       | 1.1        |
| その他市街地         | 1,203     | 1.9        |
| 交通用地             | 3,880     | 6.0        |
| 農業用地             | 31,877    | 49.6       |
| 森林                 | 20,423    | 31.8       |
| 水域                 | 297       | 0.5        |
| その他               | 828       | 1.3        |
| 合計                 | 64,234    | 100        |

2021年現在の州統計局のデータに基づく。

### 自然
ゲッピンゲン郡には以下の自然保護区がある。バーデン＝ヴュルテンベルク州環境・測量・自然保護局 (LUBW) によれば、郡内には面積 2881.68 ヘクタールが自然保護区であり、郡全体の約 4.49 % にあたる。
| 自然保護区名                                                         | 面積 (ha)                                              | 自治体 |
| -------------------------------------------------------------------- | ------------------------------------------------------ | --- |
| アウタール                                                           | 45.0                                                   | バート・ユーバーキンゲン |
| ベーレントーベル                                                     | 9.8                                                    | ウーヒンゲン、ホルツハウゼン |
| ダリスベルク                                                         | 30.5                                                   | ウンターベーリンゲン |
| レンゲンタールおよびローラハタールの一部を含むアイプタール           | 1331.0                                                 | シュニットリンゲン、シュタイネンキルヒ、トレッフェルハウゼン、ドンツドルフ、ガイスリンゲン・アン・デア・シュタイゲ、アイバッハ、シュテッテン、ヴァルトハウゼン、ヴァイラー |
| ガルゲンベルク                                                       | 88.0                                                   | アウエンドルフ、デッギンゲン |
| ハールベルク＝ヴァッサーベルク                                       | 109.6&                                                 | ライヒェンバッハ・イム・テーレ |
| ハウゼナー・ヴァント                                                 | 77.5                                                   | バート・ユーバーキンゲン、ハウゼン・アン・デア・フィルス |
| ハイデ・アム・ヒルレンヴァング                                       | 12.5                                                   | グリュービンゲン |
| ヘルデンベルク                                                       | 213.5                                                  | ドンツドルフ、ヴィンツィンゲン、ネニンゲン |
| ホルンベルク、ガルゲンベルク、アイアーベルクを含むカルテス・フェルト | 634.4 （このうち 137.6 ha がゲッピンゲン郡に含まれる） | ネニンゲン、ヴァイセンシュタイン、デーゲンフェルト、ヴァルトシュテッテン、ヴィスゴルディンゲン（オストアルプ郡）                                                           |
| コルンベルク                                                         | 189.8                                                  | グリュービンゲン |
| クッチェンベルク＝ホイシュラウフェンベルック＝シュテュルツェルベルク | 76.3                                                   | ベーメンキルヒ |
| ノルトアルプヘンゲ: オッテンヴァング＝ウンガーハルデ＝ゾンマーベルク | 95.0                                                   | デッギンゲン |
| オーベラー・ベルク                                                   | 18.1                                                   | バート・ディッツェンバッハ、デッギンゲン |
| ローラハタール                                                       | 12.8                                                   | ガイスリンゲン・アン・デア・シュタイゲ |
| ルーフシュタインハンゲおよびその周辺                                 | 247.5                                                  | グリュービンゲン、ミュールハウゼン・イム・テーレ |
| シュピールブルク                                                     | 31.2                                                   | ホーエンシュタウフェン |
| シュテルネック                                                       | 5.4                                                    | ミュールハウゼン・イム・テーレ、ヴィーゼンシュタイク |
| トイフェルスロッホ＝カルテンヴァング                                 | 121.7                                                  | バート・ボル、グリュービンゲン |
| フォーゲルスタールおよびオーベレス・ロンタール                       | 89.5                                                   | ガイスリンゲン、テュルクハイム |

## 歴史
ゲッピンゲン郡はシュタウファー郡とも称される。1070年頃にホーエンシュタウフェン城から発した貴族家が皇帝位にまで上り詰めたのである。シュタウフェン家断絶後ゲッピンゲン地域はヴュルテンベルク伯領となった。ゲッピンゲンはすぐにそのオーバーアムト（上級地方行政機関）の所在地となった。1810年以後、かつて帝国都市ウルムに属していたガイスリンゲン周辺地域もヴュルテンベルク領となり、オーバーアムト・ガイスリンゲンが形成された。両オーバーアムトは1810年からラントフォークタイ・アン・フィルス・ウント・レムスに属した。1818年にドナウ郡に組み込まれたが、ドナウ郡は1924年に廃止された。1934年にゲッピンゲン郡、ガイスリンゲン郡が設けられたが、1938年にゲッピンゲン郡に統合された。ガイスリンゲン郡のいくつかの地区はウルム郡に編入されたものもあった。また、廃止されたキルヒハイム郡、ショルンドルフ郡、シュヴェービシュ・グミュント郡、ヴェルツハイム郡からもゲッピンゲン郡にいくつかの地区が編入された。
1971年1月1日にウルム郡のテュルクハイムがゲッピンゲン郡に編入された。同じくウルム郡のヴァルトハウゼンも1972年3月1日に移管された。テュルクハイムもヴァルトハウゼンもガイスリンゲン・アン・デア・シュタイゲ市に統合された。1972年4月1日に、マイティス周辺地域（ゲッピンゲン市に編入）を容れて郡は拡大した。
1973年1月1日に郡域再編においてゲッピンゲン郡の郡域に変更はなされなかった。
地域再編完了後ゲッピンゲン郡は38の市町村を含むこととなった。このうち9つが市で、3市（アイスリンゲン/フィルス、ガイスリンゲン・アン・デア・シュタイゲ、ゲッピンゲン）が大規模郡都市である。郡最大の市町村はゲッピンゲン、最小はドラッケンシュタインである。
2021年以降、郡南部および東部のヴィーゼンシュタイク、ミュールハウゼン、ホーエンシュタット、ドラッケンシュタイン、バート・ユーバーキンゲン、ガイスリンゲン・アン・デア・シュタイゲ、ベーメンキルヒはアルプ＝ドナウ郡への転属を検討している。ガイスリンゲンのヘルフェンシュタイン＝クリニークを閉鎖するとした2021年5月の郡議会決議がそのきっかけであった。フィルスタール上流域の市町村についての議論に対して、住民が置き去りにされているという苦情が述べられた。ヘルフェンシュタイン＝クリニークの閉鎖が、我慢の限界となった。このため、2021年の連邦議会選挙と同時に、ゲッピンゲン郡を離脱してアルプ＝ドナウ郡に転属するかどうかを問う住民投票が行われた。ベーメンキルヒでは、ハイデンハイム郡、オストアルプ郡、アルプ＝ドナウ郡のいずれに転属すべきかも問われた。ガイスリンゲンでは 81.46 %（投票率: 56.5 %）が郡転属に賛成し、ベーメンキルヒでも 71.53 %（投票率: 74.2 %）が賛成であった。郡転属の決定権は州議会にある。

## 住民

### 人口推移

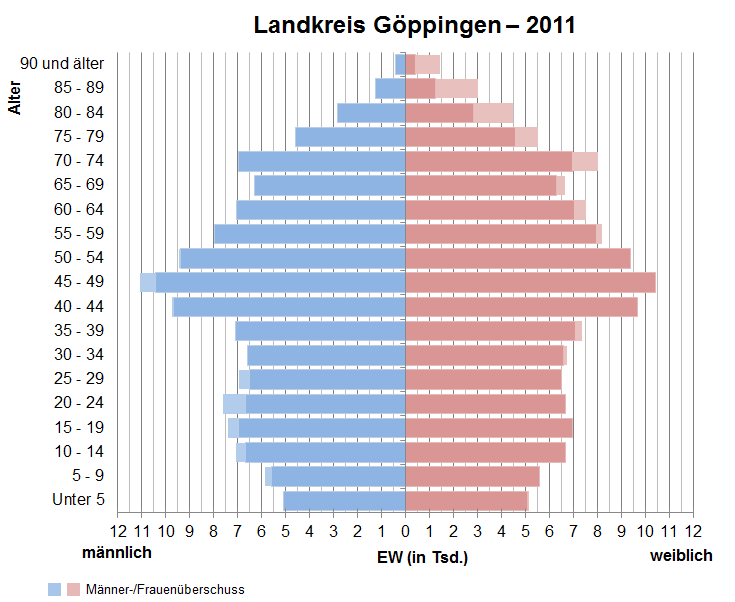
ゲッピンゲン郡の人口ピラミッド。Zensus2011のデータに基づく。

以下に示す人口は、人口調査結果 (*) あるいはバーデン＝ヴュルテンベルク州統計局の研究結果に基づく数値である（主たる居住地のみに関する数値である）。
| 日付            | 人口（人） |
| --------------- | ---------- |
| 1973年12月31日  | 232,933    |
| 1975年12月31日  | 229,117    |
| 1980年12月31日  | 230,953    |
| 1985年12月31日  | 229,399    |
| 1987年5月25日 * | 231,284    |
| 1990年12月31日  | 243,092    |

| 日付           | 人口（人） |
| -------------- | ---------- |
| 1995年12月31日 | 255,203    |
| 2000年12月31日 | 256,792    |
| 2005年12月31日 | 257,783    |
| 2010年12月31日 | 252,548    |
| 2015年12月31日 | 252,749    |
| 2020年12月31日 | 258,781    |

### 宗教統計
2011年の人口調査によれば、35.1 %（86,804人）が福音主義、34.3 %（84,814人）がローマ＝カトリックで、30.6 % が無宗教またはその他の宗教組織に帰依している。郡内のカトリック教会信者数はこれ以後明らかに減少している。2021年末には74,180人にまで減少した（人口26万人に対して 28.5 %）。

## 行政

### 郡議会
郡議会は5年ごとに選挙により改選される。2019年5月26日の選挙結果に基づく議席配分を以下に示す。議席数は67議席、前回は63議席であった。
| 政党名 | 政党名                              | 2019年     | 2019年  | 2014年     | 2014年  | 2009年     | 2009年  |
| 政党名 | 政党名                              | 得票率 (%) | 議席数  | 得票率 (%) | 議席数  | 得票率 (%) | 議席数  |
| ------ | ----------------------------------- | ---------- | ------- | ---------- | ------- | ---------- | ------- |
| CDU    | ドイツキリスト教民主同盟            | 25.6       | 17      | 36.5       | 23      | 31.3       | 22      |
| FW     | Freie Wähler im Landkreis Göppingen | 20.5       | 14      | 21.9       | 14      | 21.5       | 15      |
| Grüne  | 同盟90/緑の党                       | 18.9       | 13      | 13.5       | 9       | 13.1       | 8       |
| SPD    | ドイツ社会民主党                    | 15.8       | 11      | 18.3       | 12      | 20.1       | 12      |
| AfD    | ドイツのための選択肢                | 9.9        | 6       | -          | -       | -          | -       |
| FDP    | 自由民主党                          | 7.8        | 5       | 7.1        | 4       | 14.0       | 8       |
| Linke  | 左翼党                              | 2.2        | 1       | 2.3        | 1       | -          | -       |
|        | その他                              | -          | -       | 0.8        | -       | -          | -       |
| 合計   | 合計                                | 100.0      | 67      | 100.0      | 63      | 100.0      | 65      |
| 投票率 | 投票率                              | 56.93 %    | 56.93 % | 46.88 %    | 46.88 % | 49.56 %    | 49.56 % |

### 郡長
郡行政はラントラート（郡長）によって運営されている。郡議会が任期8年の郡長を選出する。郡長は郡の代表者であり、郡議会や委員会の議長であるが、議決の投票権を有していない。郡長は郡長役場と郡の役人を指揮監督する。
郡議会やその委員会の開催準備が彼の職責に含まれる。彼は議員を召集し、議会を運営し、そこでの決定を実行する。郡長代理は Erste Landesbeamte（直訳: 第一郡役人）が務める。
2009年4月3日にエトガー・ヴォルフが郡長に選出された。彼は Freie Wählern に属し、SPD と Grüne の推薦を受けて、3度目の投票で33票を獲得して郡長に選ばれた。
第二次世界大戦後の郡長を以下に列記する。
- 1945年: エーリヒ・クラウス（指名委任）
- 1945年 - 1946年: パウル・メッツ（指名委任）
- 1946年 - 1948年: ゴットホルト・ブレンドレ
- 1948年 - 1966年: グスタフ・ゼービヒ
- 1966年 - 1985年: パウル・ゲース
- 1985年 - 2009年: フランツ・ヴェーバー

ゲッピンゲン郡の旗

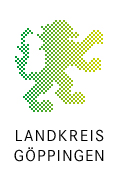
ゲッピンゲン郡のロゴ

- 2009年 - : エトガー・ヴォルフ

### 紋章
ゲッピンゲン郡は、印章、旗、幟を有している。さらにロゴも制定している。
図柄: 金地（黄色地）。上部に横たわる黒いシカの角。その下に直立して赤い爪と赤い舌で威嚇する黒い獅子。
紋章の由来: この紋章はかつてのオーバーアムト・ゲッピンゲンによって1928年に制定された。当時の法環境では公的な認可は必要でなかった。郡域再編でもゲッピンゲン郡は変更が加えられなかったため、新たな認可は必要なかった。
獅子は、郡域を領していたシュタウフェン家の紋章動物である。ゲッピンゲン郡は「シュタウファー郡」とも呼ばれる。シカの角は、シュタウフェン家衰退後に郡域の多くを治めたヴュルテンベルクの紋章要素である。

### 姉妹地域
- ゲルリッツ郡（ドイツ語版、英語版）（ドイツ、ザクセン州）1990年[13]

## 経済と社会資本
「ツークンフツアトラス」（直訳: 未来地図）2019年版でゲッピンゲン郡は、ドイツの401の郡、自治体連合および郡独立市の中で152位に位置づけられ、「将来の確かなチャンスがある」グループに格付けられた。2022年版では400地域中176位で、「チャンスとリスクが拮抗する」グループに格付けられている。
ゲッピンゲン郡には、WMF、メルクリン、シューラー、チームビューワーなどの有名企業が本社を置いている。

## 交通

### 鉄道
王立ヴュルテンベルク邦有鉄道のフィルスタール鉄道は、1847年にシュトゥットガルトからジューセンまで、1849年にガイスリンゲン・アン・デア・シュタイゲまで、1850年にはウルムまで開通した。この路線はゲッピンゲン郡でシュヴェービッシュ・アルプを横断している。
19世紀末になるといくつかの支線が整備された。
- 1901年: ラウタータール鉄道　ジューセン - ドンツドルフ - ヴァイセンシュタイン（ラウターシュタイン）
- 1903年: テーレス鉄道　ガイスリンゲン - バート・ディッツェンバッハ - ヴィーゼンシュタイク
- 1911/12年: ホーエンシュタウフェン鉄道　ゲッピンゲン - シュヴェービッシュ・グミュント

1926年には、ゲッピンゲン - ボル間のフォアアルプ鉄道がドイツ鉄道によって建設された。
1906年に開通したヴュルテンベルク鉄道会社のアムシュテッテン - ゲルシュテッテン線には、本郡ではヴァルトハウゼン（ガイスリンゲン・アン・デア・シュタイゲの市区）だけが接続した。
以下の支線では旅客運行が停止された。
- 1968年: デッギンゲン - ヴィーゼンシュタイク (8 km)
- 1969年: ドンツドルフ - ヴァイセンシュタイン (7 km)
- 1980年: ジューセン - ドンツドルフ (3 km) およびガイスリンゲン - デッギンゲン (13 km)
- 1984年: （シュヴェービシュ・グミュント） - レングリンゲン - ゲッピンゲン (16 km)
- 1989年: ゲッピンゲン - ボル (12 km)
- 1997年: （アムシュテッテン） - ヴァルトハウゼン - （ゲルシュテッテン） (4 km)

したがって、かつて 100 km あった路線のうち、定期運行しているのは 35 km だけである。フィルスタール鉄道をローカル列車の NEX 16（シュトゥットガルト - ガイスリンゲン (シュタイゲ)）および RE 5（シュトゥットガルト - フリードリヒスハーフェン）が運行している。
シュトゥットガルトSバーンを延長してフィルスタール鉄道を利用して郡内に導入する案が長年にわたって繰り返し検討されている。2007年に郡は実現可能性調査の準備に参加することを決定した。2014年に実施されたシュトゥットガルト大学交通学研究所の調査結果は、延長は経済的合理性がない、というものであった。2023年にシュトゥットガルト地域連合は、S1路線をガイスリンゲン (シュタイゲ) まで延長することのポテンシャルを分析する研究を新たに開始した。このテーマは、Sバーンの延長が、レギオナルエクスプレス運行の制限につながるのではないかという懸念から賛否両論がある。かつては、フィルスタール鉄道の長距離旅客運行本数を軽減するために、ヴェンドリンゲン - ウルム間の新線建設の議論もあった。

#### バス交通
郡内のバス路線は、シュトゥットガルト交通・運賃連盟内の統一運賃で運行されている。郡東部では DING-連合のオーバーラップ地域料金が適用される。運賃適用の基準となっているのは、2015年から2回改定されている近郊交通プランで、直近では2023年に改定された。50路線（一部路線は郡境をまたいで運行している）がこの地域を結びつけている。2019年に、特に週末や従来の運行時間外を中心に、年間運行距離にして約 170万 km に相当する路線網が増発された。

#### 自動車交通
郡域の南西を連邦アウトバーン8号 シュトゥットガルト - ウルム線がかすめている。さらに連邦道、州道、郡道がこの郡を結んでいる。重要路線としては、連邦道10号 (B10) シュトゥットガルト - ウルム線、B297号ゲッピンゲン - シュヴェービッシュ・グミュント線、B466号ミュールハウゼン - ハイデンハイム線がある。

### 郡の施設
ゲッピンゲン郡は、以下の職業学校の運営母体である: ゲッピンゲン産業学校、ゲッピンゲン商業学校、ユルトゥス＝フォン＝リービヒ＝シューレ（家政学・農業学校）ゲッピンゲン、ガイスリンゲン・アン・デア・シュタイゲ産業学校、ガイスリンゲン・アン・デア・シュタイゲ商業学校、エミール＝フォン＝ベーリング＝シューレ（家政学学校）ガイスリンゲン、パウル＝ケルシェンシュタイナー＝シューレ・バート・ユーバーキンゲン（宿泊・飲食業のための産業学校）。さらに以下の特別教育・養護センター (SBBZ) の運営も行っている: ボーデルシュヴィングシューレ・ゲッピンゲン（重点: 精神発達と身体・運動発達）、ボーデルシュヴィングシューレ・ガイスリンゲン・アン・デア・シュタイゲ（重点: 精神発達）、ヴィルヘルム＝ボッシュ＝シューレ（重点: 言語）および長期入院就学児童のためのSBBZ（学校幼稚園を併設）。
ゲッピンゲン郡は、ゲッピンゲンのクリニーク・アム・アイヒェルト、ウルム大学学術学習病院、ヘルフェンシュタイン・クリニーク・ガイスリンゲン・アン・デア・シュタイゲの運営者であり、アルプ・フィルス・クリニーケンと連携している。
この他にゲッピンゲン郡には、リハクリニーク・バート・ボル、クリストフスバート・ゲッピンゲン、予防医学とリハビリテーションのためのフィンツェンツ・クリーニーク・ディーツェンバッハといった、NPOや民営の病院が存在する。

## 市町村
| 市 - ドンツドルフ (Donzdorf 11,031) - エーバースバッハ・アン・デア・フィルス (Ebersbach an der Fils 15,768) - アイスリンゲン/フィルス (Eislingen/Fils 21,894) 大規模郡都市 - ガイスリンゲン・アン・デア・シュタイゲ (Geislingen an der Steige 29,261) 大規模郡都市 - ゲッピンゲン (Göppingen 59,300) 大規模郡都市 - ラウターシュタイン (Lauterstein 2,587) - ジューセン (Süßen 10,366) - ウーヒンゲン (Uhingen 14,753) - ヴィーゼンシュタイク (Wiesensteig 2,044) かっこ内の数値は、2023年12月31日現在の人口を示す。 | 町村 - アーデルベルク (Adelberg 2,017) - アイヒェルベルク (Aichelberg 1,315) - アルバースハウゼン (Albershausen 4,470) - バート・ボル (Bad Boll 5,270) - バート・ディッツェンバッハ (Bad Ditzenbach 3,891) - バート・ユーバーキンゲン (Bad Überkingen 3,912) - ビレンバッハ (Birenbach 1,919) - ベーメンキルヒ (Böhmenkirch 5,692) - ベルトリンゲン (Börtlingen 1,742) - デッギンゲン (Deggingen 5,295) - ドラッケンシュタイン (Drackenstein 457) - デュルナウ (Dürnau 2,211) - エッシェンバッハ (Eschenbach 2,111) - ガンメルスハウゼン (Gammelshausen 1,508) - ギンゲン・アン・デア・フィルス (Gingen an der Fils 4,607) - グリュービンゲン (Gruibingen 2,303) - ハッテンホーフェン (Hattenhofen 2,966) - ハイニンゲン (Heiningen 5,206) - ホーエンシュタット (Hohenstadt 751) - クーヘン (Kuchen 5,724) - ミュールハウゼン・イム・テーレ (Mühlhausen im Täle 1,128) - オッテンバッハ (Ottenbach 2,421) - レヒベルクハウゼン (Rechberghausen 5,496) - ザラハ (Salach 8,272) - シュラート (Schlat 1,693) - シュリアーバッハ (Schlierbach 3,946) - ヴァンゲン (Wangen 3,241) - ヴェッシェンボイレン (Wäschenbeuren 3,974) - ツェル・ウンター・アイヒェルベルク (Zell unter Aichelberg 3,164) |

行政共同体と自治体行政連合
- デッギンゲン行政共同体: デッギンゲン、バート・ディッツェンバッハ
- エーバースバッハ・アン・デア・フィルス行政共同体: エーバースバッハ・アン・デア・フィルス、シュリアーバッハ
- アイスリンゲン＝オッテンバッハ＝ザラハ自治体行政連合: アイスリンゲン/フィルス (*)、オッテンバッハ、ザラハ
- ガイスリンゲン・アン・デア・シュタイゲ行政共同体: ガイスリンゲン・アン・デア・シュタイゲ、バート・ユーバーキンゲン、クーヘン
- ゲッピンゲン行政共同体: ゲッピンゲン、シュラート、ヴェッシェンボイレン、ヴァンゲン
- ミットレーレス・フィルス＝ラウタータール自治体行政連合: ドンツドルフ (*)、ラウターシュタイン、ジューセン、ギンゲン・アン・デア・フィルス
- オーベレス・フィルスタール自治体行政連合: ヴィーゼンシュタイク (*)、ドラッケンシュタイン、グリュービンゲン、ホーエンシュタット、ミュールハウゼン・イム・テーレ
- エストリヒャー・シュールヴァルト自治体行政連合: アーデルベルク、ビレンバッハ、ベルトリンゲン、レヒベルクハウゼン (*)
- ラウム・バート・ボル自治体行政連合: アイヒェルベルク、バート・ボル (*)、ガンメルスハウゼン、ハッテンホーフェン、ツェル・ウンター・アイヒェルベルク
- ウーヒンゲン行政共同体: ウーヒンゲン、アルバースハウゼン
- フォアアルプ自治体行政連合: エッシェンバッハ、ハイニンゲン (*)

自治体行政連合の構成自治体で (*) があるのは、その自治体行政連合の本部所在地を示す。

## 参考図書
- Innenministerium und Wirtschaftsministerium Baden-Württemberg, ed (1966). Landkreis Göppingen. Die Stadt- und Landkreise Baden-Württembergs in Wort und Zahl; Heft 27. Stuttgart: Statistisches Landesamt Baden-Württemberg 2023年9月10日閲覧。
- Landesarchivdirektion Baden-Württemberg, ed (1978). Das Land Baden-Württemberg Band III: Regierungsbezirk Stuttgart – Regionalverband Mittlerer Neckar. Stuttgart. ISBN 978-3-17-004758-7
- Reinhard Wolf, Ulrike Kreh, ed (2007). Die Naturschutzgebiete im Regierungsbezirk Stuttgart. Ostfildern: Thorbecke. ISBN 978-3-7995-5176-2
- Göppingen und Landkreis Göppingen. Pforzheim: Damals & Heute Chronik-Verlag. (2009). ISBN 978-3-929462-81-4